# US Concarneau
Hoa Kỳ concarneau (tiếng Pháp: Union Sportive Concarnoise) là một câu lạc bộ bóng đá Pháp có trụ sở tại Concarneau (Finistère). Đội bóng được thành lập vào năm 1911. Họ chơi tại Stade Guy Piriou, được đặt tên để vinh danh cựu chủ tịch câu lạc bộ, sân vận động có sức chứa 7.000 chỗ ngồi. Màu sắc của câu lạc bộ là đỏ và xanh.
Kể từ mùa giải 20171818, câu lạc bộ chơi ở Championnat National.

## Danh hiệu
- DH championship Brittany: 2000
- DH championship: 1969